# S Ceti
S Ceti är en pulserande variabel av Mira Ceti-typ i Valfiskens stjärnbild.
Stjärnan varierar mellan magnitud +7,6 och 14,7 med en period av 320,45 dygn.